# Stefano di Francesco
Stefano di Francesco (mort en 1427) est un peintre florentin lié aux Peselli.

## Biographie
Stefano di Francesco est le gendre du peintre Giuliano Pesello  (1367-1446) et le père du peintre Francesco Pesellino (1422-1457) qu'il laisse orphelin à sa mort âgé de cinq ans. Ce dernier, initié à la peinture par son grand-père, est le plus réputé des trois.

## Sources
- (en) Cet article est partiellement ou en totalité issu de l’article de Wikipédia en anglais intitulé « Stefano di Francesco » (voir la liste des auteurs).